# فیصل الکتبی
فیصل الکتبی (عربی: فيصل فهد الكتبي؛ زادهٔ ۱۵ اکتبر ۱۹۸۷) کشتی‌گیر و جوجیتسوکار اهل امارات متحده عربی است.
وی در مسابقات کشوری و بین‌المللی در مجموع برندهٔ ۵ مدال طلا شده‌است.